# Wilhelm von Schadow
Pour les articles homonymes, voir Schadow.
Wilhelm von Schadow ou Friedrich Wilhelm Schadow, né le 6 septembre 1789 à Berlin et mort le 19 mars 1862 à Düsseldorf, est un peintre prussien de l'ère romantique. Il est le deuxième fils de Johann Gottfried Schadow.

## Biographie
Soldat de 1806 à 1807, il se rend ensuite à Rome en 1810 avec son frère aîné Rudolf. Il devient l'un des initiateurs du mouvement nazaréen en art. Suivant l'exemple de Johann Friedrich Overbeck et de quelques autres, il se convertit au catholicisme, conformément à sa conviction qu'un artiste doit croire et expérimenter les vérités qu'il essaie de peindre.
En 1826 le jeune Wilhelm von Schadow, qui entretient de bonnes relations avec le gouvernement prussien, est nommé directeur de l'Académie des beaux-arts de Düsseldorf. Il contribue principalement à importer à Düsseldorf l'art élevé et sacré alors en vigueur à Rome. Il réorganise entièrement l'institution qui, en quelques années, acquiert une grande célébrité en tant que centre de l'art chrétien, si bien que l'on parla d'une véritable école de Düsseldorf. Von Schasow participe à la fondation de la Künstlerhilfskasse et travaille aux côtés des artistes Peter von Cornelius, Carl Sieg et Johann Friedrich Overbeck.
L'école fondée par Schadow, forte de sa renommée internationale, attire un certain nombre de peintres américains, tels que George Caleb Bingham, Eastman Johnson, Worthington Whittredge et Richard Caton Woodville (1825-1855).
Wilhelm von Schadow eut également pour élèves Andreas Achenbach, Jakob Becker et Heinrich Rustige.
En 1857, peu avant son 69e anniversaire, Schadow est victime d'une attaque cérébrale dont il ne se remettra pas. Deux ans plus tard, il démissionne de toutes ses fonctions et se retire de la vie publique. À l'âge de 73 ans, Schadow décède le 19 mars 1862 au numéro 8 de la Hofgartenstraße, dans la maison de sa fille Sophie et de son époux Richard Hasenclever, et est enterré au cimetière de Golzheim, comme l'a été auparavant sa fille Anna Maria (née le 10 mars 1828 et morte le 27 juillet 1828), qui n'a vécu que quelques mois.

## Galerie

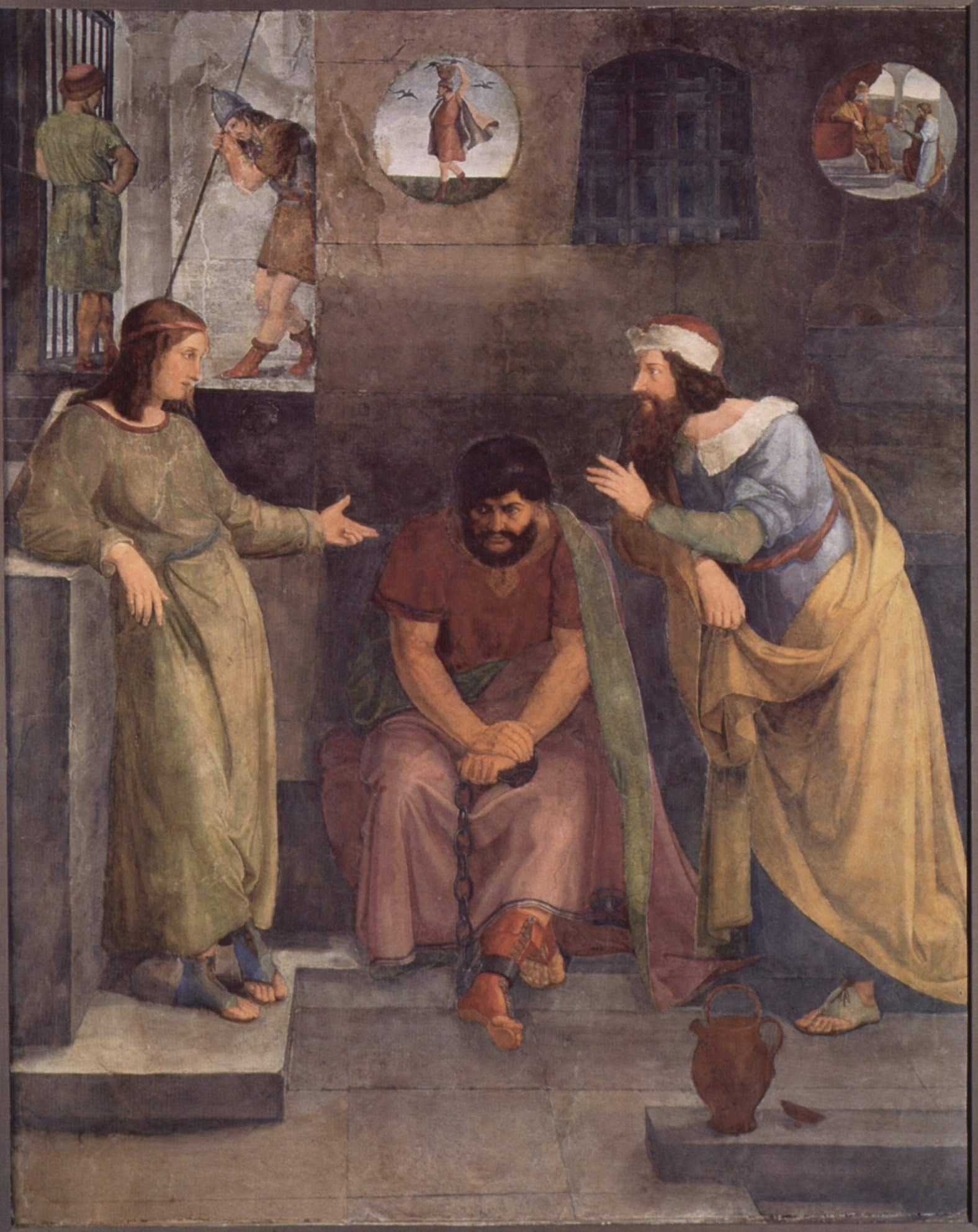
Joseph, 1816-1817, Alte Nationalgalerie, Berlin
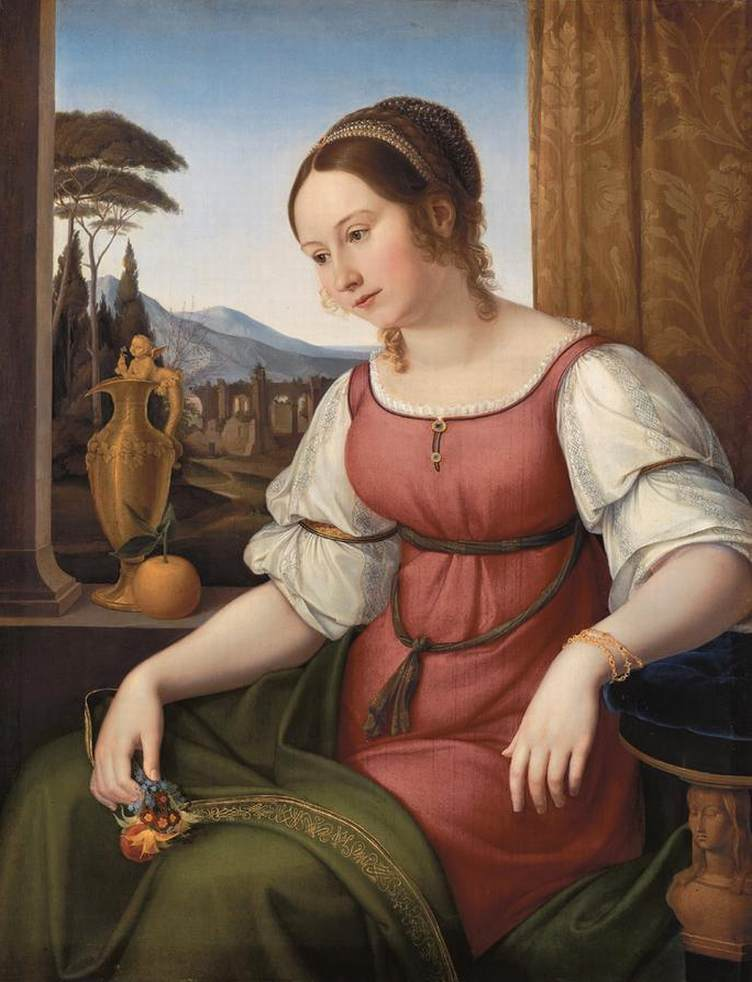
Portrait d'une jeune Romaine (Angelina Magtti), 1818, Neue Pinakothek, Munich
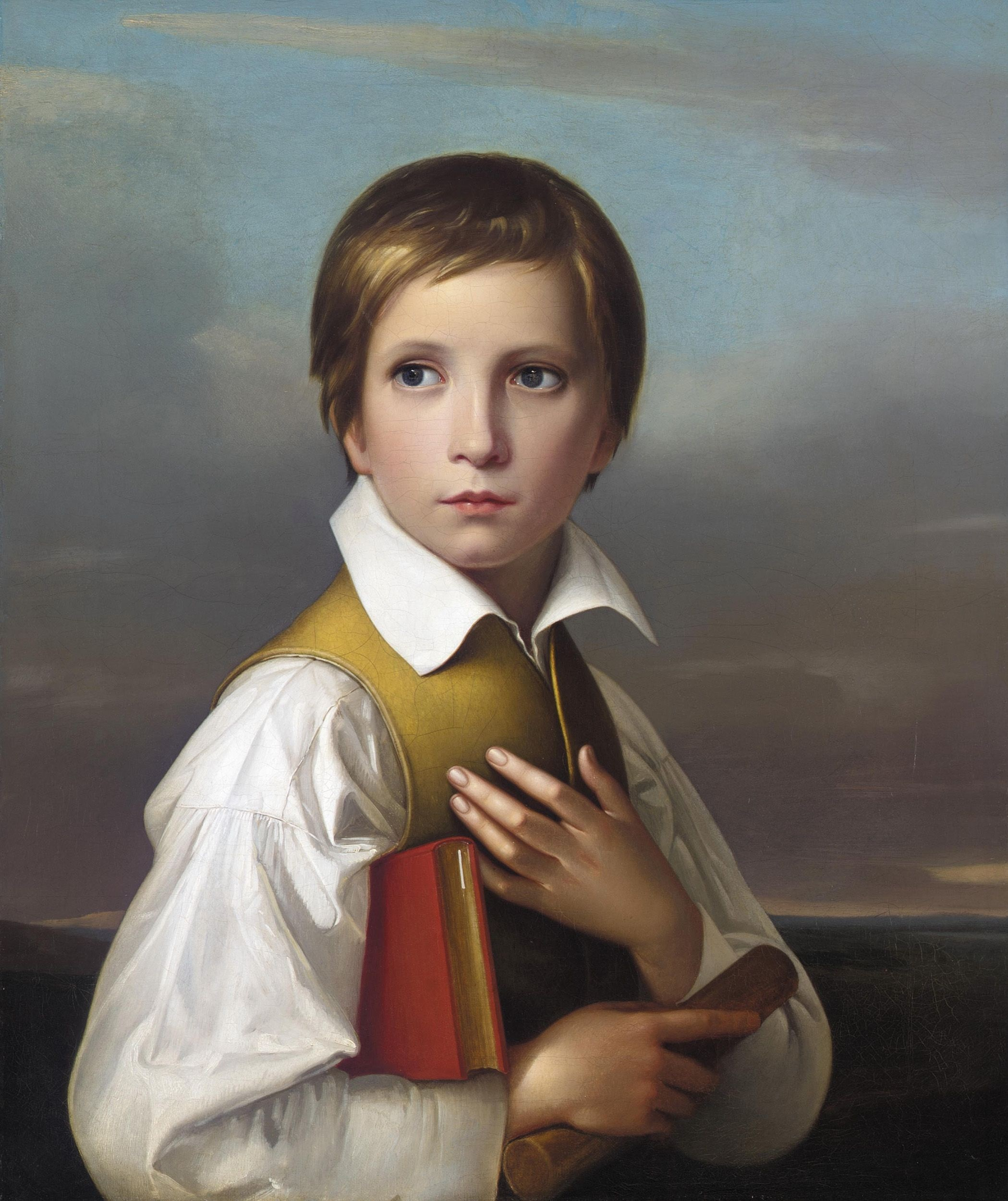
Portrait de Felix Schadow (1819-1861), 1830, Liechtenstein Museum, Vienne
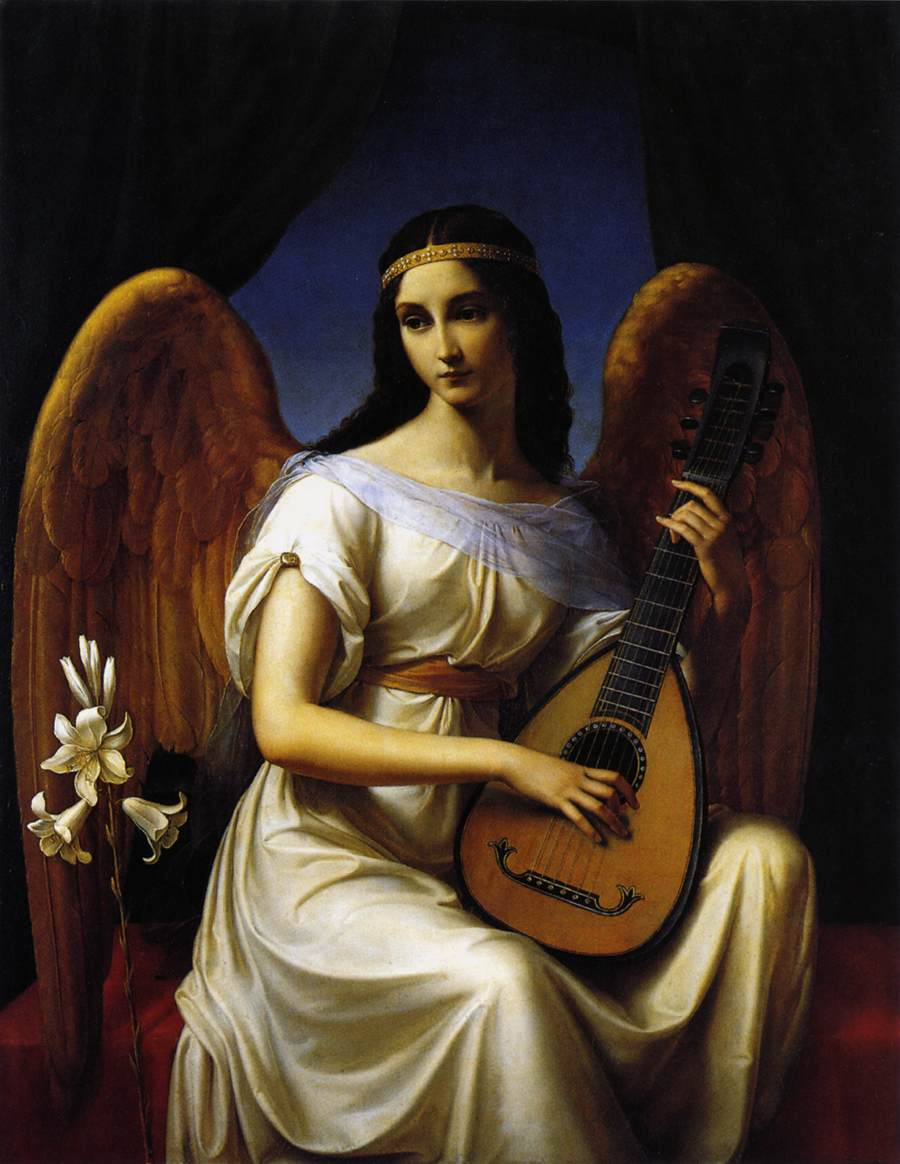
Mignon, 1828, Museum der bildenden Künste, Leipzig
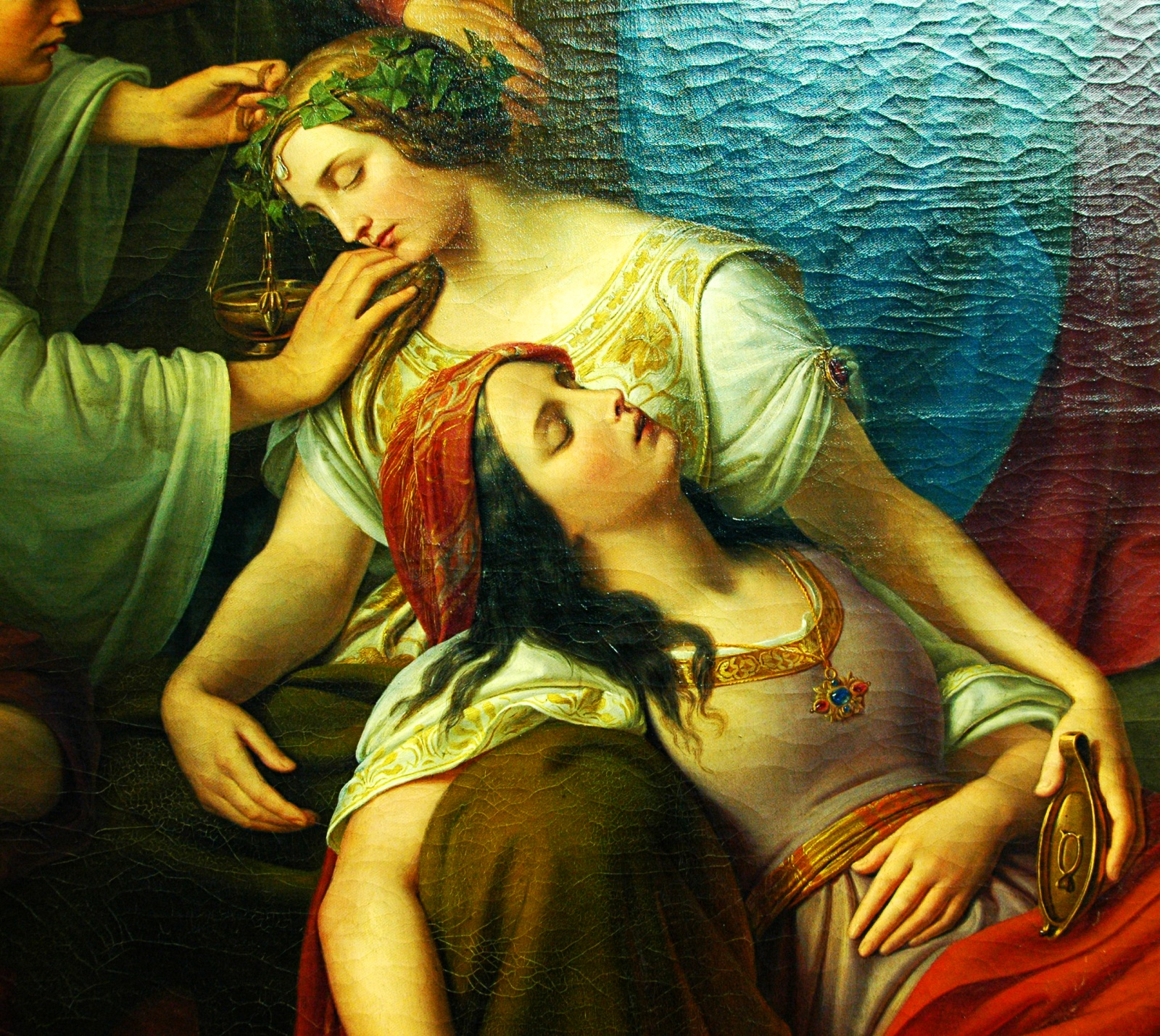
Parabole des dix vierges (détail), 1838-1842, Städel, Francfort-sur-le-Main
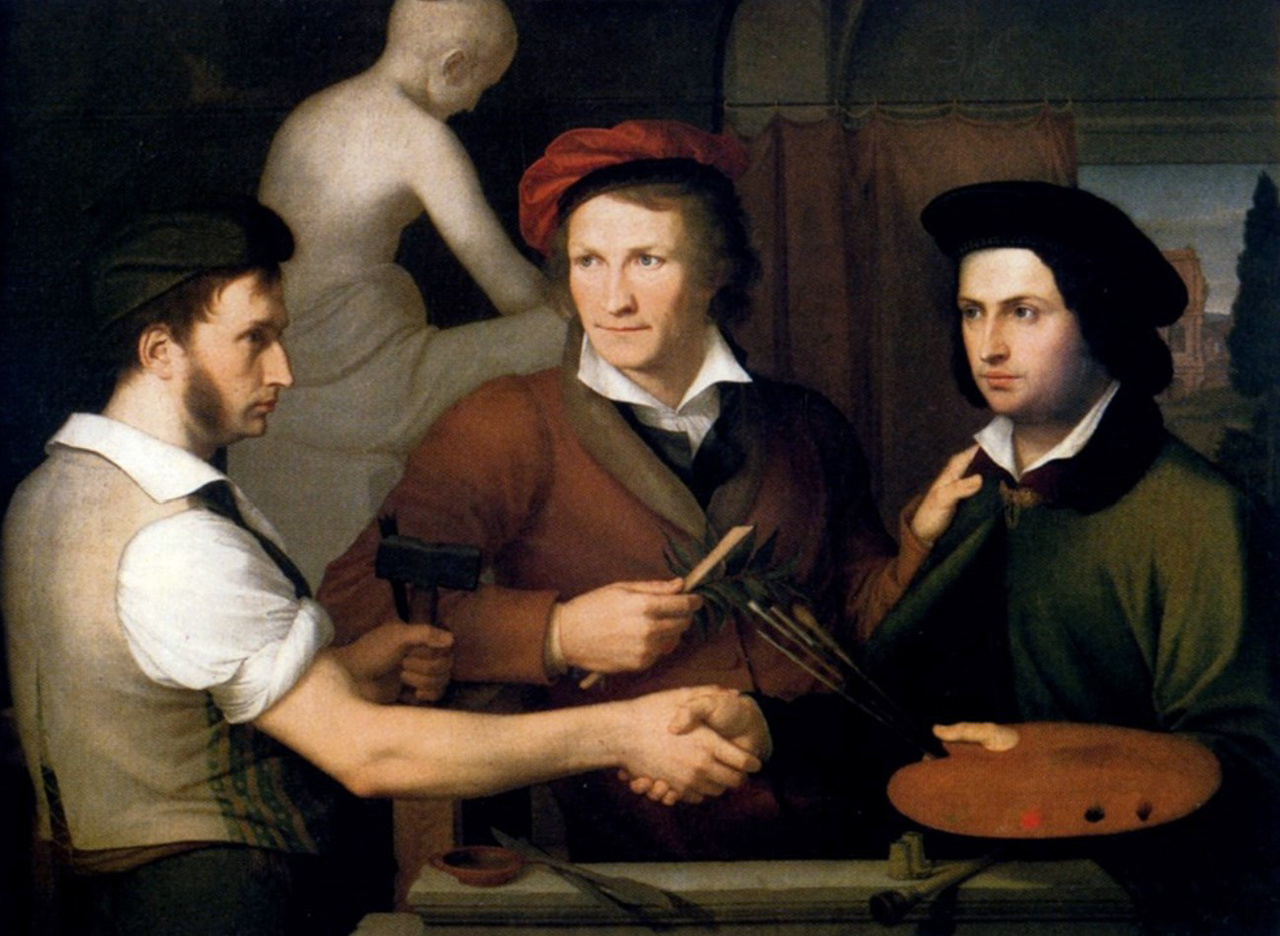
Autoportrait de Wilhelm von Schadow (1815-1818)